# Fabian Schelsky
Fabian Schelsky (* 18. Oktober 1998 in Offenbach am Main) ist ein deutscher Politiker der Tierschutzpartei und deren Bundesgeneralsekretär.

## Leben
Fabian Schelsky wuchs in Rodgau auf. Momentan studiert er Politikwissenschaft an der Fernuniversität Hagen.

## Politik
Schelsky trat Anfang 2019 in die Tierschutzpartei ein. Im Oktober 2019 wurde er zum zweiten Landesvorsitzenden der Tierschutzpartei in Hessen gewählt, 2020 zum ersten hessischen Landesvorsitzenden. Seit 2021 vertritt er zusammen mit Paula López Vicente seine Partei im Stadtparlament von Rodgau. Im Rahmen des 45. Bundesparteitags der Tierschutzpartei am 23. und 24. September 2023 wurde Schelsky außerdem zum Bundesgeneralsekretär seiner Partei gewählt. Zur Landtagswahl in Hessen 2023 trat Schelsky als Spitzenkandidat seiner Partei an.